# Lupus vulgar
El lupus vulgar es una infección de la piel producida por el bacilo de la tuberculosis, que se manifiesta con lesiones nodulares de color pardo rojizo, sobre todo en la cara. Un tratamiento por luz fue inventado por el científico Niels Ryberg Finsen, por el que ganó el Premio Nobel.